# Svetovno prvenstvo športnih dirkalnikov sezona 1986
Svetovno prvenstvo športnih dirkalnikov sezona 1986 je bila štiriintrideseta sezona Svetovnega prvenstva športnih dirkalnikov, ki je potekalo med 20. aprilom in 5. oktobrom 1986. Naslov moštvenega prvaka sta osvojila Brun Motorsport (C1) in Ecurie Ecosse (C2), dirkaškega pa Derek Bell in Hans-Joachim Stuck (C1) ter Gordon Spice in Ray Bellm (C2).

## Spored dirk
| Št | Ime                    | Dirkališče                   | Datum            |
| -- | ---------------------- | ---------------------------- | ---------------- |
| 1  | 1000 km Monze          | Autodromo Nazionale Monza    | 20. april        |
| 2  | 1000 km Silverstona    | Silverstone Circuit          | 4. maj           |
| 3  | 24 ur Le Mansa         | Circuit de la Sarthe         | 31. maj 1. junij |
| 4  | 100 milj Norisringa†   | Norisring                    | 29. junij        |
| 5  | 1000 km Brands Hatcha† | Brands Hatch                 | 20. julij        |
| 6  | 360 km Jereza†         | Circuito Permanente de Jerez | 3. avgust        |
| 7  | 1000 km Nürburgringa   | Nürburgring                  | 24. avgust       |
| 8  | 1000 km Spaja          | Circuit de Spa-Francorchamps | 15. september    |
| 9  | 1000 km Fujija         | Fuji Speedway                | 5. oktober       |

- † - Ni štela za moštveno prvenstvo.

## Rezultati

### Po dirkah
| Št | Dirkališče        | Zmag. moštvo C1                          | Zmag. moštvo C2                           | Poročilo |
| Št | Dirkališče        | Zmag. dirkača(-i) C1                     | Zmag. dirkača(-i) C2                      | Poročilo |
| -- | ----------------- | ---------------------------------------- | ----------------------------------------- | -------- |
| 1  | Monza             | Rothmans Porsche                         | Gebhardt Motorsport                       | Poročilo |
| 1  | Monza             | Hans-Joachim Stuck Derek Bell            | Frank Jelinski Stanley Dickens            | Poročilo |
| 2  | Silverstone       | Silk Cut Jaguar                          | Spice Engineering                         | Poročilo |
| 2  | Silverstone       | Eddie Cheever Derek Warwick              | Gordon Spice Ray Bellm                    | Poročilo |
| 3  | La Sarthe         | Rothmans Porsche                         | ADA Engineering                           | Poročilo |
| 3  | La Sarthe         | Hans-Joachim Stuck Derek Bell Al Holbert | Ian Harrower Evan Clements Tom Dodd-Noble | Poročilo |
| 4  | Norisring         | Joest Racing                             | Gebhardt Racing                           | Poročilo |
| 4  | Norisring         | Klaus Ludwig                             | Stanley Dickens                           | Poročilo |
| 5  | Brands Hatch      | Richard Lloyd Racing                     | Ecurie Ecosse                             | Poročilo |
| 5  | Brands Hatch      | Bob Wollek Mauro Baldi                   | Ray Mallock David Leslie                  | Poročilo |
| 6  | Jerez             | Brun Motorsport                          | Spice Engineering                         | Poročilo |
| 6  | Jerez             | Oscar Larrauri Jésus Pareja              | Gordon Spice Ray Bellm                    | Poročilo |
| 7  | Nürburgring       | Kouros Racing Team                       | Ecurie Ecosse                             | Poročilo |
| 7  | Nürburgring       | Mike Thackwell Henri Pescarolo           | Ray Mallock Marc Duez                     | Poročilo |
| 8  | Spa-Francorchamps | Brun Motorsport                          | Ecurie Ecosse                             | Poročilo |
| 8  | Spa-Francorchamps | Thierry Boutsen Frank Jelinski           | Ray Mallock Marc Duez                     | Poročilo |
| 9  | Fuji              | Joest Racing                             | Ecurie Ecosse                             | Poročilo |
| 9  | Fuji              | Paolo Barilla Piercarlo Ghinzani         | Ray Mallock Marc Duez                     | Poročilo |

### Moštveno prvenstvo
Točkovanje po sistemu 20-15-12-10-8-6-4-3-2-1, točke dobi le najbolje uvrščeni dirkalnik posameznega moštva.

#### Razred C1
| Poz | Moštvo                 | Šasija                    | Motor                                               | 1. | 2. | 3. | 7. | 8. | 9. | Skupaj |
| --- | ---------------------- | ------------------------- | --------------------------------------------------- | -- | -- | -- | -- | -- | -- | ------ |
| 1   | Brun Motorsport        | Porsche 956B Porsche 962C | Porsche 2.6L Turbo Flat-6                           |    | 2  | 15 |    | 20 | 15 | 52     |
| 2   | Joest Racing           | Porsche 956B              | Porsche 2.6L Turbo Flat-6                           |    | 6  | 12 |    | 10 | 15 | 48     |
| 3=  | TWR Silk Cut Jaguar    | Jaguar XJR-6              | Jaguar 6.5L V12                                     |    | 20 |    |    | 15 | 12 | 47     |
| 3=  | Rothmans Porsche       | Porsche 962C              | Porsche 2.6L Turbo Flat-6 Porsche 3.0L Turbo Flat-6 |    | 15 | 20 |    | 12 |    | 47     |
| 5   | Kouros Racing Team     | Sauber C8                 | Mercedes M117 5.0L Turbo V8                         |    | 3  |    | 20 | 6  |    | 29     |
| 6   | Richard Lloyd Racing   | Porsche 956B GTi          | Porsche 2.6L Turbo Flat-6                           |    | 10 | 2  | 15 | 1  |    | 28     |
| 7   | Porsche Kremer Racing  | Porsche 956B Porsche 962C | Porsche 2.6L Turbo Flat-6 Porsche 2.8L Turbo Flat-6 |    | 12 |    |    |    | 10 | 22     |
| 8   | Obermaier Racing       | Porsche 956B              | Porsche 2.6L Turbo Flat-6                           |    |    | 8  | 10 |    |    | 18     |
| 9   | Ecurie Ecosse          | Ecosse C285 Ecosse C286   | Ford Cosworth DFL 3.3L V8 Rover V64V 3.0L V6        |    |    |    | 8  |    |    | 8      |
| 10= | Ernst Schuster Porsche | Porsche 936C              | Porsche 2.8L Turbo Flat-6                           |    |    | 6  |    |    |    | 6      |
| 10= | Gebhardt Motorsport    | Gebhardt JC853            | Ford Cosworth DFL 3.3L V8                           |    |    |    | 6  |    |    | 6      |
| 10= | Trust Racing Team      | Porsche 956B              | Porsche 2.6L Turbo Flat-6                           |    |    |    |    |    | 6  | 6      |
| 11  | ADA Engineering        | Gebhardt JC843            | Ford Cosworth DFL 3.3L V8                           |    |    | 3  | 3  |    |    | 6      |
| 14= | Porsche AG             | Porsche 961               | Porsche 2.6L Turbo Flat-6                           |    |    | 4  |    |    |    | 4      |
| 14= | Spice Engineering      | Spice SE86C               | Ford Cosworth DFL 3.3L V8                           |    |    |    | 4  |    |    | 4      |
| 16  | Advan Sports Nova      | Porsche 962C              | Porsche 2.6L Turbo Flat-6                           |    |    |    |    |    | 3  | 3      |
| 17= | Jens Winther           | URD C83                   | BMW 3.5L I6                                         |    |    |    | 2  |    |    | 2      |
| 17= | Tom's Toyota           | Tom's 86C                 | Toyota 4T-GT 2.1L Turbo I4                          |    |    |    |    |    | 2  | 2      |
| 19= | Hoshino Racing         | March 86S                 | Nissan VG30ET 3.0L V6                               |    |    |    |    |    | 1  | 1      |
| 19= | Cosmik Racing          | March 84G                 | Porsche 2.6L Turbo Flat-6                           |    |    |    | 1  |    |    | 1      |

#### Razred C2
| Poz | Moštvo                      | Šasija                  | Motor                                        | 1. | 2. | 3. | 7. | 8. | 9. | Skupaj |
| --- | --------------------------- | ----------------------- | -------------------------------------------- | -- | -- | -- | -- | -- | -- | ------ |
| 1   | Ecurie Ecosse               | Ecosse C285 Ecosse C286 | Ford Cosworth DFL 3.3L V8 Rover V64V 3.0L V6 |    |    | 10 | 20 | 20 | 20 | 70     |
| 2   | Spice Engineering           | Spice SE86C             | Ford Cosworth DFL 3.3L V8                    |    | 20 | 6  | 12 | 15 | 15 | 68     |
| 3   | ADA Engineering             | Gebhardt JC843          | Ford Cosworth DFL 3.3L V8                    |    | 12 | 20 | 10 | 12 | 10 | 64     |
| 4   | Jens Winther                | URD C83                 | BMW 3.5L I6                                  |    | 10 | 15 | 8  | 10 |    | 43     |
| 5=  | Kelmar Racing               | Tiga GC85               | Ford Cosworth DFL 3.3L V8                    |    | 15 |    |    |    |    | 15     |
| 5=  | Gebhardt Motorsport         | Gebhardt JC853          | Ford Cosworth DFL 3.3L V8                    |    |    |    | 15 |    |    | 15     |
| 7   | Lucien Rossiaud             | Rondeau M379C           | Ford Cosworth DFV 3.0L V8                    |    |    | 8  |    | 6  |    | 14     |
| 8   | Automobiles Louis Descartes | ALD 02                  | BMW 3.5L I6                                  |    | 8  |    | 3  | 2  |    | 13     |
| 9   | Roy Baker Racing            | Tiga GC285 Tiga GC286   | Ford Cosworth BDT 1.7L Turbo I4              |    |    |    | 4  | 3  | 6  | 13     |
| 10= | WM Secateva                 | WM P85                  | Peugeot ZNS4 3.0L Turbo V6                   |    |    | 12 |    |    |    | 12     |
| 10= | Martin Schanche Racing      | Argo JM19               | Zakspeed 1.8L Turbo I4                       |    |    |    |    |    | 12 | 12     |
| 12= | Shizumatsu Racing           | Mazda 737C              | Mazda 13B 1.3L 2-Rotor                       |    |    |    |    |    | 8  | 8      |
| 12= | John Bartlett Racing        | Bardon DB1              | Ford Cosworth DFL 3.3L V8                    |    |    |    |    | 8  |    | 8      |
| 14= | Simpson Engineering         | Simpson C286            | Ford Cosworth DFV 3.0L V8                    |    | 6  |    |    |    |    | 6      |
| 14= | Roland Bassaler             | Sauber SHS C6           | BMW 3.5L I6                                  |    |    |    | 6  |    |    | 6      |
| 16  | Chamberlain Engineering     | Tiga TS85               | Hart 1.8L Turbo I4                           |    |    |    |    | 4  |    | 4      |

### Dirkaško prvenstvo

#### Razred C1
| Poz | Dirkač             | Moštvo                  | 1   | 2  | 3    | 4  | 5  | 6  | 7  | 8   | 9  | Skupaj |
| --- | ------------------ | ----------------------- | --- | -- | ---- | -- | -- | -- | -- | --- | -- | ------ |
| 1=  | Derek Bell         | Rothmans Porsche        | 20  | 15 | 20   |    | 15 |    |    | 12  |    | 82     |
| 1=  | Hans-Joachim Stuck | Rothmans Porsche        | 20  | 15 | 20   |    | 15 |    |    | 12  |    | 82     |
| 3   | Derek Warwick      | Silk Cut Jaguar         |     | 20 |      | 12 | 10 | 12 |    | 15  | 12 | 81     |
| 4   | Frank Jelinski     | Brun Motorsport Porsche |     | 2  |      | 10 | 12 | 15 |    | 20  | 15 | 74     |
| 5   | Eddie Cheever      | Silk Cut Jaguar         |     | 20 |      | 15 | 6  |    |    | 8   | 12 | 61     |
| 6   | Oscar Larrauri     | Brun Motorsport Porsche | 10  | 1  | 15   |    |    | 20 |    |     | 4  | 50     |
| 7   | Paolo Barilla      | Joest Racing            |     | 6  |      |    | 8  |    |    | 10  | 20 | 44     |
| 8   | Thierry Boutsen    | Brun Motorsport Porsche | 8   |    |      | 1  | 12 |    |    | 20  |    | 41     |
| 9   | Mauro Baldi        | Liqui Moly              |     |    | 2    |    | 20 |    | 15 | 1   |    | 38     |
| 10= | Jesus Pareja       | Brun Motorsport Porsche | 10  | 1  | (15) |    |    | 20 |    |     | 4  | 35     |
| 10= | Walter Brun        | Brun Motorsport Porsche | 12  | 2  |      | 6  |    | 15 |    | (2) |    | 35     |
| 10= | Jürgen Lässig      | Obermaier Racing        | (4) |    | 8    | 4  | 3  | 10 | 10 |     |    | 35     |

#### Razred C2
| Poz | Dirkač            | Moštvo               | 1  | 2  | 3   | 4  | 5  | 6  | 7  | 8  | 9  | Skupaj |
| --- | ----------------- | -------------------- | -- | -- | --- | -- | -- | -- | -- | -- | -- | ------ |
| 1=  | Gordon Spice      | Spice Engineering    | 15 | 20 | (6) |    | 12 | 20 | 12 | 15 | 15 | 99     |
| 1=  | Ray Bellm         | Spice Engineering    | 15 | 20 | (6) |    | 12 | 20 | 12 | 15 | 15 | 99     |
| 3   | Ray Mallock       | Ecurie Ecosse        |    |    |     |    | 20 |    | 20 | 20 | 20 | 80     |
| 4=  | Evan Clements     | ADA Engineering      |    | 12 | 20  |    |    | 15 | 10 | 12 | 10 | 79     |
| 4=  | Ian Harrower      | ADA Engineering      |    | 12 | 20  |    |    | 15 | 10 | 12 | 10 | 79     |
| 6   | Marc Duez         | Ecurie Ecosse        |    |    |     |    |    |    | 20 | 20 | 20 | 60     |
| 7   | Jens Winther      | Jens Winther Denmark |    | 10 | 15  |    | 10 |    | 8  | 10 |    | 53     |
| 8   | Pasquale Barberio | Kelmar Racing Tiga   | 10 | 15 |     |    | 15 | 12 |    |    | 52 |        |
| 9   | David Mercer      | Jens Winther Denmark |    | 10 | 15  |    | 10 |    |    | 8  |    | 43     |
| 10  | Stanley Dickens   | Gebhardt Motorsport  | 20 |    |     | 20 |    |    |    |    |    | 40     |